# Lee Agnew
Lee Agnew (n. el 13 de enero de 1971, en Dunfermline, Escocia) es el baterista y percusionista de la banda de hard rock Nazareth. 
En 1998 Lee Agnew trabajó como un percusionista técnico en Nazareth, trabajando audicionalmente en el álbum Boogaloo. Desde que murió el baterista Darrell Sweet en 1999, desde entonces Agnew se convirtió en el baterista permanente de la banda, gracias al apoyo de su padre el bajista Pete Agnew quien es miembro de la banda desde 1968.
- Datos: Q3288353
- Multimedia: Lee Agnew / Q3288353